# Nelson Panciatici
Nelson Panciatici (Reims, 26 de septiembre de 1988) es un piloto de automovilismo francés.

## Carrera

### Karting
Nacido en Reims, Panciatici comenzó su carrera en el karting en 1998 y continuó hasta 2004. Su mejor posición en el campeonato fue el segundo lugar en 2004 en el Campeonato de élite de Francia.

### Fórmula Renault 2.0
En 2005 participó por primera vez en el campeonato francés de Fórmula Renault 2.0 con el equipo Epsilon Sport. Terminó 13º en la general.
En 2006 compitió en los campeonatos francés de Fórmula Renault 2.0 y Eurocup, terminando quinto en el campeonato francés con una victoria. Como solo corrió en 2 de las carreras de la Eurocup, no fue clasificado esa temporada.
En 2007, Panciatici fue seleccionado para formar parte de Renault Driver Development y participó en la Eurocopa de Fórmula Renault 2.0 y en los campeonatos de Francia. Fue muy rápido en las pruebas de pretemporada, pero tuvo una temporada difícil tanto en el campeonato francés como en la Eurocopa con solo 3 podios. Al final de la temporada pasó del equipo SG Formula al equipo Boutsen-Energy Racing y logró mejores resultados.

### Fórmula 3 Española
En 2008 corrió en el campeonato de España de Fórmula 3 con el equipo Q8 Oils Hache. Fue subcampeón de la liga general y subcampeón de la Copa de España, a pesar de anotar más puntos que la campeona Natacha Gachnang. También realizó algunas carreras en la Fórmula 3 Euroseries, presentándose en Le Mans, con el equipo RC Motorsport. Terminó las carreras en los lugares decimoquinto y decimoctavo.

### GP2 Series
Panciatici condujo para el equipo de Durango en el evento de Catalunya de la temporada 2009 de la GP2 Series. En 2009, Panciatici ascendió a la Serie GP2, después de haber sido anunciado como el segundo piloto de Durango el 21 de marzo de 2009. Panciatici se asoció con los veteranos de la serie Davide Valsecchi y Stefano Coletti, ya que Durango no logró mejorar su resultado del año anterior con el 11. ° lugar obtenido ya. en 2008.

### Fórmula Renault 3.5
Panciatici pasará a la Fórmula Renault 3.5 Series para la temporada 2010, junto con Daniil Move en el nuevo Lotus Racing Junior Team.

### Resistencia
En noviembre de 2015 ganó la categoría LMP2 del campeonato WEC en las 6 Horas de Shanghai con el equipo Signatech Alpine junto al piloto Paul-Loup Chatin.

## Resultados

### TCR Europe Touring Car Series
(Clave) (negrita indica pole position) (cursiva indica vuelta rápida)

| Año  | Equipo   | Auto              | 1   | 2   | 3   | 4   | 5   | 6   | 7   | 8   | 9   | 10  | 11  | 12  | 13  | 14  | Pos. | Pts. |
| ---- | -------- | ----------------- | --- | --- | --- | --- | --- | --- | --- | --- | --- | --- | --- | --- | --- | --- | ---- | ---- |
| 2019 |          |                   | HUN | HUN | HOC | HOC | SPA | SPA | RBR | RBR | OSC | OSC | BAR | BAR | MON | MON | 5.º  | 205  |
| 2019 | M Racing | Hyundai i30 N TCR | 3   | 5   | 12  | Ret | 16  | Ret | 4   | 4   | 10  | 8   | 5   | 6   | 10  | Ret | 5.º  | 205  |